# L'Argent (essai)
Pour les articles homonymes, voir L'Argent (homonymie).
L'Argent est un essai en deux parties de Charles Péguy publié d'abord dans les Cahiers de la quinzaine à partir de février 1913.

## Contexte historique de l'œuvre
En décembre 1912, Charles Péguy entreprend d'écrire un avant-propos à une étude sur « l'enseignement primaire et ce qu'il devrait être » : il reprend pour cet avant-propos un titre de Jules Vallès et de Zola, L’Argent. C'est à cette époque qu'il apprend la véritable identité du signataire d'un article qui avait, en juillet 1911, attaqué violemment ses Œuvres choisies. L'auteur de cette critique, Charles-Victor Langlois, professeur à la Sorbonne avait, à mots à peine couverts, accusé Charles Péguy d'avoir célébré Jeanne d'Arc pour obtenir « l'applaudissement, l'appui moral et, au besoin “temporel” » du parti catholique; accuser Péguy de vénalité alors qu'il souffrait d'une situation financière très dégradée, désespérant même de pouvoir faire vivre sa famille, et qu'il venait de susciter la méfiance de l'Église catholique après sa conversion religieuse, était ce qui pouvait le plus blesser son désintéressement. Le polémiste qu'est Péguy règle aussitôt ses comptes avec Langlois et avec la Sorbonne à la suite de ce qu'il a déjà rédigé de son avant-propos. Puis il poursuit la rédaction de l'Argent pour régler ses comptes avec les tenants de la réforme de l'enseignement de 1902, en particulier avec Gustave Lanson, le pourfendeur de la Ligue pour la culture française, ancien collaborateur de Jaurès à L'Humanité et partisan de l'application des méthodes scientifiques aux études littéraires ; Péguy s'attaque également à Ernest-Charles Babut, Charles Seignobos et Ernest Lavisse. L'ensemble des textes écrits par Péguy entre décembre 1912 et avril 1913 sur ces questions relatives à l'enseignement constituent L'Argent et L'Argent suite qui ont été publiés respectivement dans les sixième et neuvième Cahiers de la quinzaine, en 1913.    

## Postérité
L'appel du 17 juin 1940 d'Edmond Michelet reprend le texte de Péguy.

## Éditions
- Charles Péguy, « L'Argent », éditions Les Cahiers de la Quinzaine,‎ 1912 et 1913 (lire en ligne)
- L'Argent, réédition aux éditions Gallimard, 1932,  (ISBN 2070249743).
- Charles Péguy, Œuvres en prose complètes, t. III, éditions Gallimard, coll. « Bibliothèque de la Pléiade », 1992, p. 784 à 996